# Приневский край (газета)
«Приневский край» — газета, издававшаяся в ноябре 1919 — январе 1920 года как орган Северо-Западной армии, предназначенный для гражданского населения. Особенностью этой газеты была публикация не только фронтовых сводок, но и литературных материалов.

## История
Газета начала издаваться в Гатчине сразу после занятия её Северо-Западной армией Юденича, первый номер вышел 19 октября 1919 года.
После отступления Северо-Западной армии выпуск газеты был возобновлён в Нарве 7 декабря (№ 23); последний номер (№ 50) вышел 7 января 1920 года.
Руководителем газеты был генерал и писатель П. Н. Краснов, главным редактором — писатель А. И. Куприн. Первый номер вышел тиражом 307 экземпляров, позднее тираж доходил до тысячи.

### Из воспоминаний Куприна
В повести «Купол святого Исаакия Далматского» (1928) — воспоминаниях Куприна о своём участии в походе Северо-Западной армии на Петроград — главы XII («Газета») и XIII («Красные уши») посвящены изданию «Приневского края».

О получении назначения в газету:

Я «явился» ему (коменданту) по форме. Он оглянул меня сверху вниз и как-то сбоку, по-петушиному. С досадою прочитал я в его быстром взоре обидную, но неизбежную мысль: «А лет тебе всё-таки около пятидесяти».
— Прекрасно, — сказал он любезным тоном. — Мы рады каждому свежему сотруднику. Ведь, если я не ошибаюсь, вы тот самый… Куприн… писатель?
— Точно так, господин капитан.
— Очень приятно. Чем же вы хотите быть нам полезным?
Я ответил старой солдатской формулой:
— Никуда не напрашиваюсь, ни от чего не откажусь, г. капитан.
— Но приблизительно… имея в виду вашу профессию.
— Мог бы писать в прифронтовой газете. Думаю, что сумел бы составить прокламацию или воззвание…

О названии газеты:

О самом главном, о названии газеты, труднее всего было столковаться. … Мы всячески комбинировали «Свет», «Север», «Неву», «Россию», «Свободу», «Луч», «Белый», «Армию», «Будущее». П. Н. Краснов нашёл простое заглавие: «Приневский Край».

О первых номерах:

…ровно в 2 часа дня 19 октября, то есть через 28 часов, я выпустил в свет 307 экземпляров первого номера «Приневского Края». Отличная статья П. Н. Краснова о белом движении пришла аккуратно, вовремя.

 … 

Я уже успел сдать в печать стихи (правда, не новенькие), статью под передовой, отчёт о параде, прекрасную проповедь о. Иоанна и характеристику Ленина (я сделал её без злобы, строго держась личных впечатлений). Кроме того, я вырезал и снабдил комментариями всё интересное, что нашёл в красных газетах. Я также продержал обе корректуры. Словом: Фигаро здесь, Фигаро там.

О работе газеты:

П. Н. Краснов давал ежедневно краткие, яркие и ёмкие статьи, подписывая их своим обычным псевдонимом Гр. Ад. (Град было имя его любимой скаковой лошади, на которой он взял в своё время много призов в Красном Селе и на Concours Hippigues в Михайловском манеже). Он писал о собирании Руси, о Смутном времени, о приказах Петра Великого, о политической жизни Европы. Оба штаба (генерала Глазенапа и графа Палена), жившие друг с другом несколько не в ладах, охотно посылали нам, какие возможно, сведения и распоряжения. Напечатали два воззвания обоих генералов и главнокомандующего генерала Юденича. Наняли двух вертельщиков. Работали круглые сутки в две смены. Довели тираж до тысячи, но и того не хватало.

## «Приневский край» в 2006—2015 годах
Газета вновь стала издаваться в Гатчине в 2006 году. На восьми полосах давалась информация о жизни города и района, статьи об истории, краеведении, литературе, а также реклама; литературные произведения не печатались. Учредителями газеты были редакция и Р. Н. Бобков, редактором — З. С. Бобкова. Последний номер газеты вышел в 2015 году.